# Major League Rugby
Major League Rugby (MLR) – profesjonalna liga rugby union w Stanach Zjednoczonych, której pierwszy sezon rozegrano w 2018.

## Historia
Liga powstała w 2017, a pierwszy sezon odbył się pomiędzy kwietniem i lipcem 2018. Rozpoczął się po wygaśnięciu licencji na prowadzenie krajowych rozgrywek ligowych udzielonej wcześniej przez amerykańską federacji dla PRO Rugby, nieaktywnej już w 2017. Do rozgrywek MLR przystąpiło w pierwszym sezonie 7 drużyn, a pierwszym mistrzem została drużyna Seattle Seawolves. 
W kolejnym sezonie rozgrywki przedłużono, a ligę poszerzono o kolejne drużyny: z Nowego Jorku i Toronto (pierwszą drużynę z Kanady). W 2020 liczba drużyn wzrosła do dwunastu (dołączyły ekipy z Bostonu, Waszyngtonu i Atlanty), a w lidze pojawiły się gwiazdy światowego rugby, takie jak Mathieu Bastareaud, Maʻa Nonu czy Tendai Mtawarira. Ten sezon jednak został po pięciu kolejkach gier przerwany w wyniku pandemii COVID-19 i nieukończony.
Po przerwaniu sezonu 2020 z ligi wycofała się drużyna Colorado Raptors, finalista ligi z jej pierwszego sezonu (dwa lata później jako American Raptors dołączyła do rozgrywek Super Rugby Americas). W kolejnym sezonie do stawki przyłączyła się natomiast drużyna z Los Angeles, która w inauguracyjnym sezonie sięgnęła po mistrzostwo ligi. Przed tym sezonem po raz pierwszy zorganizowano nabór zawodników w formie draftu. W 2022 (z rocznym poślizgiem w stosunku do planów) dołączyła ekipa z Dallas. W tym samym sezonie doszło do skandalu – przed fazą play-off wykluczono z niej dwie najlepsze drużyny z konferencji zachodniej, Austin Gilgronis i obrońców tytułu mistrzowskiego LA Giltinis. W sezonie 2023 obie te ekipy nie przystąpiły do rozgrywek, pojawił się natomiast nowy zespół z Chicago. Kolejne zmiany w lidze nastąpiły przed sezonem 2024 – nieoczekiwanie upadły kluby z Toronto (po śmierci większościowego udziałowca) i Nowego Jorku (mistrz z 2022), a do ligi dołączyły drużyny z Miami oraz wspierana finansowo przez World Rugby drużyna z Północnej Karoliny, której celem jest kształcenie młodego pokolenia amerykańskich graczy. Doszło też do pierwszych przenosin w historii ligi – po zmianie właścicieli drużyna z Atlanty przeniosła się do Los Angeles.
W planach jest dalsze poszerzanie rozgrywek. M.in. rozmowy o włączenie do ligi drużyny z bazą w Monterrey prowadzi federacja rugby z Meksyku.

## Format rozgrywek
Sezon ligowy składa się z dwóch części: rundy zasadniczej oraz pucharowej. W początkowych dwóch sezonach cztery najlepsze drużyny w końcowej tabeli rundy zasadniczej kwalifikowały się do półfinałów, których zwycięzcy walczyli w finale o tytuł mistrza ligi. W fazie zasadniczej każda drużyna rozgrywała w 2018 osiem spotkań, a w 2019 szesnaście.
W sezonie 2020, w związku ze wzrostem liczby zespołów do dwunastu, podzielono je na dwie konferencje: wschodnią i zachodnią. Każda drużyna rozgrywa mecz i rewanż z drużynami z tej samej konferencji oraz po jednym meczu z drużynami z drugiej konferencji. Powiększona miała być także o jeden etap faza play-off: w pierwszym etapie miały grać ze sobą druga i trzecia drużyna z każdej konferencji, a zwycięzcy tych spotkań mieli spotkać się w finale konferencji z drużyną z czoła tabeli. Zwycięzcy finałów konferencji mieli grać w finale ligi. W 2021 jednak play-off zredukowano do dwóch faz: finałów konferencji (z udziałem dwóch najlepszych drużyn) i finału ligi z udziałem zwycięzców finałów konferencji i rozbudowany system play-off wprowadzono dopiero w 2022. W tym samym roku z powodu nierównej liczby drużyn w konferencjach w fazie zasadniczej, aby utrzymać równą liczbę spotkań dla wszystkich uczestników (18), nie zaplanowano niektórych meczów między drużynami z różnych konferencji. W 2024 zwiększono liczbę drużyn uczestniczących w play-off do ośmiu.
Kluby uczestniczące w rozgrywkach obowiązuje pułap wynagrodzeń, który w pierwszym sezonie wynosił 350 000 USD oraz ograniczenie liczby zawodników zagranicznych – w 2018 do pięciu. W drugim sezonie limit wynagrodzeń powiększono do 450 000 USD, a limit obcokrajowców do 10 (przy czym wyłączeni zostali z niego Kanadyjczycy). W 2020 limit wynagrodzeń podniesiono do 500 000 USD.

## Wyniki rozgrywek
Wyniki finałów:
| Sezon | Mistrz                 | Wynik finału       | Wicemistrz         | Data finału        | Miejsce finału                             | Liczba drużyn |
| ----- | ---------------------- | ------------------ | ------------------ | ------------------ | ------------------------------------------ | ------------- |
| 2018  | Seattle Seawolves      | 23:19              | Glendale Raptors   | 2018-07-07         | San Diego, Torero Stadium                  | 7             |
| 2019  | Seattle Seawolves      | 26:23              | San Diego Legion   | 2019-06-16         | San Diego, Torero Stadium                  | 9             |
| 2020  | sezon nieukończony     | sezon nieukończony | sezon nieukończony | sezon nieukończony | sezon nieukończony                         | 12            |
| 2021  | LA Gitinis             | 31:17              | Rugby ATL          | 2021-08-01         | Los Angeles, Los Angeles Memorial Coliseum | 12            |
| 2022  | Rugby New York         | 30:15              | Seattle Seawolves  | 2022-06-25         | Harrison, Red Bull Arena                   | 13            |
| 2023  | New England Free Jacks | 25:24              | San Diego Legion   | 2023-07-08         | Bridgeview, SeatGeek Stadium               | 12            |
| 2024  | New England Free Jacks | 20:11              | Seattle Seawolves  | 2024-08-04         | San Diego, Snapdragon Stadium              | 12            |

## Drużyny
Lista drużyn uczestniczących w rozgrywkach Major League Rugby:
| Klub                   | Metropolia (stan)             | Kraj              | Konferencja (2024) | Okres startów | Mistrzostwa    |
| ---------------------- | ----------------------------- | ----------------- | ------------------ | ------------- | -------------- |
| Anthem Rugby Carolina  | Charlotte (Karolina Północna) | Stany Zjednoczone | wschodnia          | od 2024       | 0              |
| Austin Gilgronis       | Austin (Teksas)               | Stany Zjednoczone | –                  | 2018–2022     | 0              |
| Chicago Hounds         | Chicago (Illinois)            | Stany Zjednoczone | wschodnia          | od 2023       | 0              |
| Colorado Raptors       | Denver (Kolorado)             | Stany Zjednoczone | –                  | 2018–2020     | 0              |
| Dallas Jackals         | Dallas (Teksas)               | Stany Zjednoczone | zachodnia          | od 2022       | 0              |
| Houston SaberCats      | Houston (Teksas)              | Stany Zjednoczone | zachodnia          | od 2018       | 0              |
| LA Giltinis            | Los Angeles (Kalifornia)      | Stany Zjednoczone | –                  | 2021–2022     | 1 (2021)       |
| Miami Sharks           | Miami (Floryda)               | Stany Zjednoczone | wschodnia          | od 2024       | 0              |
| New England Free Jacks | Boston (Massachusetts)        | Stany Zjednoczone | wschodnia          | od 2020       | 2 (2023, 2024) |
| NOLA Gold              | Nowy Orlean (Luizjana)        | Stany Zjednoczone | wschodnia          | od 2018       | 0              |
| Old Glory DC           | Waszyngton                    | Stany Zjednoczone | wschodnia          | od 2020       | 0              |
| Rugby FC Los Angeles   | Los Angeles (Kalifornia)      | Stany Zjednoczone | zachodnia          | od 2020       | 0              |
| Rugby New York         | Nowy Jork (Nowy Jork)         | Stany Zjednoczone | –                  | 2019–2023     | 1 (2022)       |
| San Diego Legion       | San Diego (Kalifornia)        | Stany Zjednoczone | zachodnia          | od 2018       | 0              |
| Seattle Seawolves      | Seattle (Waszyngton)          | Stany Zjednoczone | zachodnia          | od 2018       | 2 (2018, 2019) |
| Toronto Arrows         | Toronto (Ontario)             | Kanada            | –                  | 2019–2023     | 0              |
| Utah Warriors          | Salt Lake City (Utah)         | Stany Zjednoczone | zachodnia          | od 2018       | 0              |

Mapa lokalizacyjna drużyn uczestniczących w rozgrywkach (szare znaczniki i kursywa – drużyny wycofane lub przeniesione do innych metropolii):

## Rozgrywki pucharowe
Gdy utworzono profesjonalną południowoamerykańską ligę rugby Súper Liga Americana de Rugby podjęto decyzję, że mistrzowie obu lig rozegrają mecz o tytuł mistrza Ameryk. Pierwsze takie spotkanie planowano po ukończeniu sezonu 2020 (nieukończonego w wyniku pandemii).